# النشيد الوطني لسلوفاكيا
النشيد الوطني لسلوفاكيا " Nad Tatrou sa blýska " (تنطق بالسلوفاكية: ‎[ˈnat tatrɔw sa ˈbliːska]‏ ؛ (بالإنجليزية: "Lightning over the Tatras")‏، تعود أصول النشيد الوطني لسلوفاكيا إلى نشاط أوروبا الوسطى في القرن التاسع عشر. وتتمثل موضوعاته الرئيسية في عاصفة فوق جبال تاترا ترمز إلى الخطر على السلوفاك، والرغبة في حل هذا التهديد. كان النشيد شائعًا بشكل خاص خلال حركات الربيع الأوروبي 1848-1849.
كان أحد الأناشيد الوطنية المزدوجة لتشيكوسلوفاكيا وعُزف في العديد من البلدات السلوفاكية ظهرًا. توقف هذا التقليد بعد انقسام تشيكوسلوفاكيا إلى دولتين مختلفتين في أوائل التسعينيات مع تفكك تشيكوسلوفاكيا.

## الأصل

### خلفية

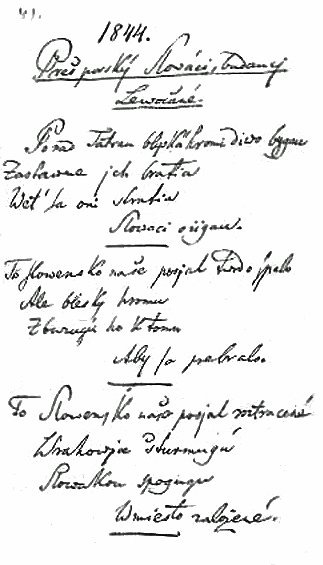
تدوين في دفتر Paulíny-Tóth (1844)

كتب Janko Matúška البالغ من العمر 23 عامًا كلمات "Nad Tatrou sa blýska" في يناير وفبراير عام 1844. اللحن جاء من الأغنية الشعبية " Kopala studienku " ((بالإنجليزية: "She was digging a well")‏) وقد اقترحها عليه زميله الطالب Jozef Podhradský، الذي صار لاحقا ناشطًا دينيًا وقوميًا سلافيًا ومدرسًا فيمدرسة داخلية. بعد ذلك بوقت قصير، غادر Matúška وحوالي عشرين طالبًا آخرين مدرستهم اللوثرية الثانوية المرموقة في براتيسلافا احتجاجا على إقالة لودوفيت ستور من وظيفته كمدرس من قِبل الكنيسة اللوثرية تحت ضغط من السلطات. كانت أراضي سلوفاكيا الحالية جزءًا من مملكة المجر داخل الإمبراطورية النمساوية في ذلك الوقت، واعترض المسؤولون على قوميته السلوفاكية.
تمت كتابة نشيد "Lightning over the Tatras" خلال الأسابيع التي كان الطلاب فيها غاضبين بشأن الرفض المتكرر لنداءاتهم ونداءات الآخرين لمجلس المدرسة لإلغاء إقالة ستور. نُقل حوالي عشرة من الطلاب المعترضين إلى صالة الألعاب الرياضية اللوثرية في ليفوتشا. وعندها كتب أحد الطلاب، الصحفي والكاتب الناشئ فيليام بوليني توث، البالغ من العمر 18 عامًا، أقدم سجل معروف للقصيدة في دفتر مدرسته في عام 1844، وقد أعطاها عنوان Prešporskí Slováci، budúci Levočania (بريسبيرج السلوفاك، ليفوتشيون المستقبل)، مما يوضح الدافع لها.
أخذت الرحلة من بريسبيرغ (براتيسلافا حاليًا) إلى ليفوتشا الطلاب عبر سلسلة جبال تاترا العليا وسلوفاكيا ثم مملكة المجر، وهي أعلى سلسلة جبال مهيبة ورمزية. كانت عاصفة فوق الجبال موضوع رئيسي في القصيدة.

### الإصدارات
لم يُحتفظ بأي نسخة مصرح بها من كلمات القصيدة وظلت تسجيلاتها المبكرة بدون إسناد. توقف Matúška عن النشر بعد عام 1849 وأصبح فيما بعد كاتبًا في محكمة المقاطعة. أصبحت الأغنية شائعة خلال حملات المتطوعين السلوفاكية في عامي 1848 و1849. جرى نسخ النص يدويًا قبل أن يظهر في طبعة عام 1851 (دون إشارة إلى مؤلفه، ككلمات من متطوع)، والتي أدت إلى بعض الاختلاف، خصوصًا التي تتعلق بـ التراث الثقافي غير المادي عبارة zastavme («دعونا نوقفهم») أو zastavme sa («دعنا نتوقف»). استنتجت مراجعة النسخ الموجودة والأدبيات ذات الصلة أن الأصل كان على الأرجح يحتوي على عبارة «دعونا نوقفهم». من بين الوثائق الأخرى، حيث جرى تسجيلها في أقدم سجل مكتوب بخط اليد مُحتفظ به من عام 1844 وفي أول نسخة مطبوعة من عام 1851. يُستخدم النشيد الوطني السلوفاكي هذه النسخة، وقد جرى استخدام العبارة الأخرى قبل عام 1993.

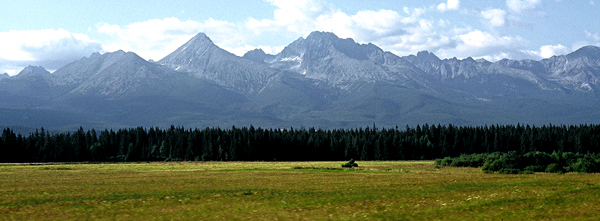
منظر رائع لجبال تاترا كما قد ظهر لأصدقاء ماتشكا المتمردين

## النشيد الوطني
في 13 ديسمبر 1918، أصبح المقطع الأول فقط من كلمات Janko Matúška هو نصف النشيد التشيكوسلوفاكي ثنائي اللغة المكون من جزأين، ويتألف من المقطع الأول من لحن أوبرا تشيكي، Kde domov můj (أين بيتي؟)، والمقطع الأول من أغنية Matúška، غنى كل منهما بلغته الخاصة وعُزف كلاهما بهذا الترتيب مع الألحان الخاصة بكل منهما. عكست الأغاني اهتمامات الدولتين في القرن التاسع عشر عندما واجهتا النشاط القومي العرقي المتصاعد بالفعل للمجريين والألمان، والمجموعات العرقية الأخرى في مملكة هابسبورغ.
خلال الحرب العالمية الثانية، استُخدمت أغنية "Hej، Slováci " كنشيد دولة غير رسمي للنظام الدمية للجمهورية السلوفاكية.
وعندما انقسمت تشيكوسلوفاكيا إلى جمهورية التشيك وسلوفاكيا في عام 1993، تمت إضافة المقطع الثاني إلى الأول وصدر تشريع باستخدامه كنشيد وطني لسلوفاكيا.

## الكلمات
| السلوفاكية                                                                                      | النسخ الصوتي (IPA) | الترجمة إلى الإنجليزية |
| ----------------------------------------------------------------------------------------------- | --- | --- |
| Nad جبال تاترا1 sa blýska Hromy divo bijú Zastavme ich, bratia Veď sa ony stratia Slováci ožijú | ‎[ˈnat tatrɔw sa ˈbliːska ˈɦrɔmi ˈdʑiʋɔ ˈbijuː ˈzastawme ˈix ˈbratɕɪɐ ˈʋetɕ sa ˈɔni ˈstratɕɪɐ ˈslɔʋaːtsi ˈɔʐijuː]‏      | There is lightning over the جبال تاترا1 Thunders loudly sound Let us stop them, brothers After all they will disappear The سلوفاكيون will revive |
| To Slovensko naše Posiaľ tvrdo spalo Ale blesky hromu Vzbudzujú ho k tomu Aby sa prebralo2      | ‎[tɔ ˈslɔʋenskɔ ˈnaʂe ˈpɔsɪɐʎ ˈtʋr̩dɔ ˈspalɔ ˈale ˈbleski ˈɦrɔmu ˈvzbudzujuː ɦɔ k ˈtɔmu ˈabi sa ˈprebralɔ]‏              | That Slovakia of ours Had been sleeping by now But the thunder's lightnings Are rousing the land To wake it up2                                  |
| تم تشريع أول مقطعين فقط كنشيد وطني                                                              | | |
| Už Slovensko vstáva Putá si strháva Hej, rodina milá Hodina odbila Žije matka Sláva3            | ‎[uʂ ˈslɔʋenskɔ ˈfstaːʋa ˈputaː si ˈstr̩ɦaːʋa ɦej ˈrɔdʑina ˈmilaː ˈɦɔdʑina ˈɔdbila ˈʐije ˈmatka ˈslaːʋa]‏                | Slovakia is already rising Tearing off Her shackles Hey, dear family The hour has struck Mother Glory3 is alive                                  |
| Ešte شوح4 rastú Na krivánskej5strane Kto jak Slovák cíti Nech sa šable chytí A medzi nás stane  | ‎[ˈeʂte ˈjedle ˈrastuː na ˈkriʋaːnskej ˈstrane ˈktɔ jak ˈslɔʋaːk ˈtsiːtɕi ˈnex sa ˈʂable ˈxitɕiː a ˈmedzi naːs ˈstane]‏ | شوحs4 are still growing On the slopes of Kriváň5 Who feels to be a Slovak May he take a سيف ضالع And stand among us                              |

الترجمة الإنجليزية (أول مقطعين):

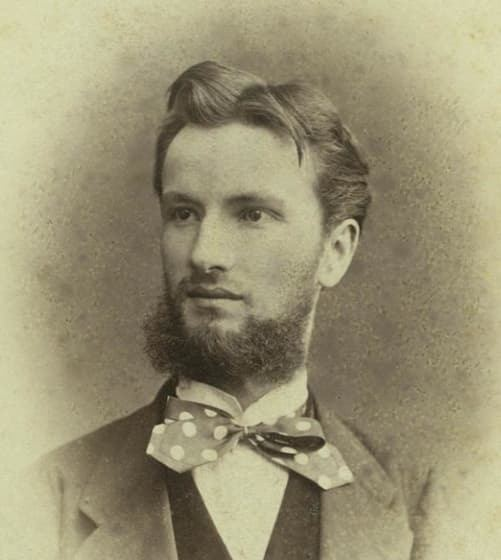
يانكو ماتشكا، مؤلف النشيد الوطني السلوفاكي.

Far above the Tatras بعيدًا فوق جبال تاترا
Lightning bolts are pounding. صواعق البرق تقصف.
These bolts shall we banish, يجب أن نطرد هذه الصواعق،
brothers, they will vanish; أيها الإخوة سوف يختفون.
Slovaks are rebounding. السلوفاكيون ينتعشون.
Our Slovakia was, كانت بلدنا سلوفاكيا،
until now, quiescent. حتى الآن، هادئة.
But the lightning flashing لكن البرق يُومض
and the thunder crashing والرعد ينهار
made it effervescent. جعلها فوارة.
1. بدأ الشعراء الرومانسيون في استخدام تاترا كرمز لوطن السلوفاك.
2. للانضمام إلى النشاط القومي الإثني الذي بدأ بالفعل بين الشعوب الأخرى في أوروبا الوسطى في القرن التاسع عشر.
3. المعنى القياسي لـ sláva هو «المجد» أو «الشهرة». المعنى المجازي، الذي استخدمه يان كولار لأول مرة في القصيدة الضخمة «ابنة سلافا» عام 1824،[16] هو «إلهة / أم السلاف».
4. جرى تطبيق الاستعارة على الرجال بمجموعة متنوعة من المعاني الإيجابية: «قف طويلًا»، «امتلك شخصية وسيمة»، «كن طويلًا وحيويًا»، إلخ.